# Bozakites natalensis
Bozakites natalensis är en stekelart som först beskrevs av Joseph Kriechbaumer 1894.  Bozakites natalensis ingår i släktet Bozakites och familjen brokparasitsteklar. Inga underarter finns listade.